# 山口しのぶ
山口 しのぶ（やまぐち しのぶ）は、日本の教育経済学者、国際公務員。専門は国際協力論。東京工業大学環境・社会理工学院教授、国連大学サステイナビリティ高等研究所所長。教育経済博士。

## 人物・経歴
1980年に福岡県立筑紫高等学校を卒業して青山学院大学文学部に入学すると、1984年に英文科を卒業する。在学中にオレゴン州立大学文学部に留学（1983年）して帰国、学部卒業後に再び渡米して同学の修士課程に進むと1986年に理文科大学院にてスピーチコミュニケーション学の修士課程を修め、研究のかたわら同学文学部の外国文学科専任講師として働く。専攻を行政学に移すと、同学行政大学院修士課程を修了して行政修士の学位を授与される（1991年、学位はMA in Public Administration）。
1997年より、母校コロンビア大学の教育大学院にて国際開発学科の助手を務めながら研究を続けると、1998年に同学理文科大学院より教育経済学の博士号を受ける（Ph.D. in Economics of Education）。
1999年より青山学院大学文学部にて英文学科の非常勤講師として勤める。
東京工業大学に奉職後は学術国際情報センターの助教授（2002年）から2005年に同学の学長特任補佐に転じ（国際担当）、2006年より同センター教授。
この間、国際連合教育科学機関（ユネスコ）北京事務所の国際コンサルタント（2004年）を務める。

## 行政との関わり
大学ほか専門組織の評価については、2007年に静岡大学より委嘱され組織評価外部評価委員を務める。また大学改革支援・学位授与機構にて、2015年に国立大学法人等における研究業績の水準を判定する組織の専門委員会委員となる。国立国会図書館ならびに東京都教育委員会では2016年に外部評価委員を受ける。
文部科学省の学術情報ほか、委員を委嘱された各種委員会や作業部会の一部をまとめる。
- 2007年　科学技術・学術審議会の学術分科会にて学術情報委員会。
- 2008年　大学教育の国際化加速プログラム選定委員会、国際協力イニシアティブ推進委員会（2009年）、2011年には同省国際交流専門家選定委員会[8]と、文化庁における専門家交流選定委員会に加わる。
- 2014年–　スーパーグローバルハイスクール企画評価会議の委員[14]。

### 国連機関
修士号を受けた1991年に、ユネスコパリ本部において教育局教育政策課の専門員となる。同機関北京事務所の国際コンサルタント（2004年）から、2008年には同所における国際共同研究推進エキスパートに昇格。
2018年に文部科学省の日本ユネスコ国内委員会ならびに同教育小委員会に加わると、2019年より国際連合大学サステイナビリティ高等研究所所長の座に就く。

### 日本学術会議
日本学術振興会にて科学研究費委員会の専門委員（2012年）として研究助成事業に携わる。2014年に同会の連携会員となる。

## 主な研究

### 科学研究費の助成
- 研究代表『モンゴル農村部における教育の質的向上 : 国連・ユネスコプロジェクト評価結果からの政策提提言』CRID 1010000782444619396
  - 山口しのぶ「モンゴル国における教員研修プログラムへの遠隔教育メディアの導入」『第17回国際開発学会全国大会報告本文集』、国際開発学会、2006年、102–105頁、CRID 1010000782444619397。
- 研究代表「モンゴル僻地における遠隔教育教材の導入に関する考察 : 国連人間安全保障基金プロジェクトからの教訓」『第44回大会発表論文収録』、日本比較教育学会、2008年、322-323頁、CRID 1010000782444619267。。
  - 「開発分野におけるケースメソッドの展開:ニーズに基づく国際連携を目指して」、CRID 1040000782444619264。
- 『東アジアにおける教育とICTの融合：国連ミレニアム開発目標達成のために』CRID 1040282257180173568。

### 論文
単著
- 山口 しのぶ、東京工業大学『世界文化遺産地域開発における持続可能な開発マネージメントに関する調査・研究』（2003-2004年）<Y151-H15402005> 文部科学省科学研究費補助金　研究成果報告書

- 山口 しのぶ、東京工業大学

『開発分野における人材育成のためのケースメソッド教材の開発』（2004-2005年）<Y151-H16500578> 文部科学省科学研究費補助金　研究成果報告書。
- 山口しのぶ『Application of information communication technology promoting sustainable development of the world heritage site』（東京工業大学、2005-2007年）<Y151-H17252001> 文部科学省科学研究費補助金　研究成果報告書

- 山口 しのぶ「東京工業大学・清華大学大学院合同プログラム--科学技術分野における日中共同人材育成を目指して」文部科学省 編『文部科学時報』1621号（文部科学省、2011年月日）41-43頁。<Z7-367>〈特集 大学の国際化およびアジアにおける質の保証を伴った大学間交流の推進〉

共著
- 山口 しのぶ、西原 明法、高田 潤一 他「東京工業大学からタイの高等教育機関への衛星講義配信の事例（特集:ICT活用授業を通した国際連携）」『メディア教育研究』第3巻第1号（通号 5）（2006年）35-41頁。<Z71-M900> 〈特集：ICT活用授業を通した国際連携〉

- 山口 しのぶ、小野寺純子※、東京工業大学「国際機関および大学は地球問題の解決のために何をしているのか？」『グローバル協力論入門 : 地球政治経済論からの接近』上村雄彦 編（法律文化社、2014年）<A39-L7> "※"＝小野寺は東京工業大学産学連携研究担当。

- 山口 しのぶ、高梨 桂治、上杉 道世

「国連大学 SDG大学連携プラットフォーム開設に寄せて：コロナ禍におけるSDGsの役割」『大学マネジメント』第16巻第5号（通号182号）2020年8月、p.33-39。掲載誌別題『University & college management』<Z71-T871>〈特集：ICT活用授業を通した国際連携〉